# Seden Sodo Woreda
Seden Sodo Woreda är ett distrikt i Etiopien. Det ligger i den centrala delen av landet, 90 km sydväst om huvudstaden Addis Abeba.